# الأنظمة الاجتماعية التقانية
الأنظمة الاجتماعية التقنية (STS) في التطوير التنظيمي هي نهج لتصميم العمل التنظيمي المعقد الذي يعترف بالتفاعل بين الأشخاص والتكنولوجيا في أماكن العمل.يحول المصطلح أيضًا إلى التفاعل بين البنى التحتية المعقدة للمجتمع والسلوك البشري. وبهذا المعنى، فإن المجتمع نفسه، ومعظم بنيته التحتيه، هي أنظمة اجتماعية تقنية معقدة. صاغ مصطلح النظم الاجتماعية التقنية إريك تريست وكين بامفورث وفريد إيمري في عصر الحرب العالمية الثانية، بناءً على عملهم مع عمال مناجم الفحم الإنجليزية في معهد تافيستوك في لندن.
تترتبط النظم الاجتماعية التقنية بالنظرية المتعلقة بالجوانب الاجتماعية للناس والمجتمع والجوانب التقنية للهيكل والعمليات التنظيمية. هنا، لا تعني التقنية بالضرورة تقنية المواد. وينصب التركيز على الإجراءات والمعرفة ذات الصلة، أي أنه يشير إلى المصطلح اليوناني القديم تقنية . «تقني» هو مصطلح يستخدم للإشارة إلى الهيكل والشعور الأوسع بالجوانب التقنية. يشير علم الاجتماع التقني إلى الترابط بين الجوانب الاجتماعية والتقنية لمنظمة أو المجتمع ككل. بالتالي تدور النظرية الاجتماعية حول التحسين المشترك ، مع التركيز المشترك على تحقيق كل من التميز في الأداء الفني والجودة في حياة عمل الناس. تقترح النظرية الاجتماعية التقنية، باعتبارها متميزة عن النظم الاجتماعية التقنية، عددًا من الطرق المختلفة لتحقيق التحسين المشترك. وعادة ما تقوم على تصميم أنواع مختلفة من التنظيم، تلك التي تؤدي فيها العلاقات بين العناصر الاجتماعية والتقنية إلى ظهور الإنتاجية والسعادة.

## نظرة عامة
يشير الاجتماع التقني إلى الترابط بين الجوانب الاجتماعية والتقنية للمنظمة. تأسست النظرية الاجتماعية على مبدأين رئيسيين:

- إحداها أن تفاعل العوامل الاجتماعية والفنية يخلق الظروف لأداء تنظيمي ناجح (أو غير ناجح). يتكون هذا التفاعل جزئياً من علاقات «السبب والنتيجة» الخطية (العلاقات التي يتم «تصميمها» عادةً) وجزئيًا من العلاقات «غير الخطية» والمعقدة وحتى غير المتوقعة (العلاقات الجيدة أو السيئة التي غالبًا ما تكون غير متوقعة). يحدث كلا النوعين من التفاعل سواء تم تصميمه أم لا، عندما يتم تشغيل العناصر الاجتماعية والتقنية.
- النتيجة المباشرة لهذا، والثاني من المبدأين الرئيسيين، هو أن تحسين كل جانب بمفرده (اجتماعيًا أو تقنيًا) يميل إلى زيادة ليس فقط كمية العلاقات «غير المصممة» التي لا يمكن التنبؤ بها، ولكن تلك العلاقات التي تضر أداء النظام.

بالتالي، تدور النظرية الاجتماعية التقنية حول التحسين المشترك،  أي تصميم النظام الاجتماعي والنظام التقني بالترادف حتى يعملان بسلاسة معًا. تقترح النظرية الاجتماعية التقنية، باعتبارها متميزة عن النظم الاجتماعية التقنية، عددًا من الطرق المختلفة لتحقيق التحسين المشترك. عادة ما تقوم على تصميم أنواع مختلفة من التنظيم، تلك التي تؤدي فيها العلاقات بين العناصر الاجتماعية والتقنية إلى ظهور الإنتاجية والرفاهية، بدلاً من حالة فشل التكنولوجيا الجديدة في كثير من الأحيان في تلبية توقعات المصممين والمستخدمين على حد سواء.
تُظهِر الأدبيات العلمية مصطلحات مثل كلمة سوسيوتكنيكال، وكلمة واحدة، أو سوسيو-تقنية مع واصلة، ونظرية سوسيوتكنيك، ونظام سوسيوتكنيكال، ونظرية أنظمة سوسيوتكنيك. تظهر جميع هذه المصطلحات في كل مكان ولكن معانيها الفعلية غالبًا ما تظل غير واضحة. المصطلح الأساسي «علم اجتماع تقني» هو شيء من الكلمات الطنانة ويمكن استخدامه بشكل مختلف. ما يمكن أن يقال عنه، على الرغم من ذلك، هو أنه يستخدم في الغالب لوصف أي نوع من المنظمات التي تتكون من الناس والتكنولوجيا.

## مبادئ
تم توضيح بعض المبادئ المركزية للنظرية الاجتماعية التقنية في ورقة أساسية من قبل إريك تريست وكين بامفورث في عام 1951. العلاقات الإنسانية؛ فبراير 1951، المجلد. 4 Issue 1، p3-38، 36p هذه دراسة حالة مثيرة للاهتمام، مثل معظم العمل في النظرية الاجتماعية التقنية، تركز على شكل من أشكال «نظام الإنتاج» معبر عن العصر والأنظمة التكنولوجية المعاصرة التي يحتويها. استندت الدراسة إلى ملاحظة متناقضة مفادها أنه على الرغم من التكنولوجيا المحسنة، كانت الإنتاجية تنخفض، وعلى الرغم من الأجور ووسائل الراحة الأفضل، كان التغيب في تزايد. لقد أصبح هذا التنظيم العقلاني بالذات غير عقلاني. افترض أن سبب المشكلة هو اعتماد شكل جديد من تكنولوجيا الإنتاج التي خلقت الحاجة إلى شكل بيروقراطي للتنظيم (مثل القيادة والسيطرة الكلاسيكية). في هذا المثال المحدد، جلبت التكنولوجيا معها خطوة إلى الوراء من حيث التصميم التنظيمي. قدم التحليل التالي المصطلحين «اجتماعي» و «تقني» وشرح بالتفصيل العديد من المبادئ الأساسية التي أصبحت فيما بعد النظرية الاجتماعية التقنية.

### الحكم الذاتي المسؤول
كانت النظرية الاجتماعية رائدة في تحولها في التركيز، التحول نحو اعتبار الفرق أو المجموعات كوحدة أساسية للتحليل وليس الفرد. تولي النظرية الاجتماعية التقنية اهتمامًا خاصًا للإشراف الداخلي والقيادة على مستوى «المجموعة» وتشير إليها على أنها «استقلالية مسؤولة». يبدو أن النقطة المهيمنة هي أن امتلاك القدرة الفردية لأفراد الفريق القادرين على أداء وظائفهم ليس المؤشر الوحيد لفعالية المجموعة. هناك مجموعة من القضايا في بحث تماسك الفريق، على سبيل المثال، والتي يتم الرد عليها من خلال وجود التنظيم والقيادة داخليًا لمجموعة أو فريق.
تلعب هذه العوامل وغيرها دورًا أساسيًا ومتوازيًا في ضمان العمل الجماعي الناجح الذي تستغله النظرية الاجتماعية التقنية. تنقل فكرة المجموعات شبه المستقلة عددًا من المزايا الإضافية. على الأقل من بين هذه، وخاصة في البيئات الخطرة، هي الحاجة التي يشعر بها الناس في كثير من الأحيان في المنظمة للقيام بدور في مجموعة أولية صغيرة. يقال أن مثل هذه الحاجة تنشأ في الحالات التي تكون فيها وسائل الاتصال الفعال محدودة إلى حد ما. وكما يقول كارفالهو  ، فإن هذا بسبب «... يستخدم العاملون التبادل اللفظي لإنتاج تفاعلات مستمرة ومتكررة ومتكررة لبناء الوعي الفردي المتبادل والحفاظ عليه بنجاح. .». . إن السرعة والقرب من أعضاء الفريق الموثوق بهم يجعل من الممكن حدوث ذلك. إن التطور المشترك للتكنولوجيا والمنظمات يجلب معه مجموعة موسعة من الاحتمالات الجديدة للتفاعل الجديد. يمكن أن تصبح الاستقلالية المسؤولة أكثر توزعًا مع الفريق (الأفرقة) أنفسهم.
يبدو أن مفتاح الاستقلالية المسؤولة هو تصميم منظمة تمتلك خصائص المجموعات الصغيرة بينما تمنع الأفكار الجديدة «التفكير المنعزل» و «المدخنة» لنظرية الإدارة المعاصرة. من أجل الحفاظ على «... الولاءات السليمة التي تعتمد عليها المجموعة الصغيرة... [يحتاج النظام ككل] إلى احتواء] سيئه بطريقة [لا] تدمر خيره».  في الممارسة العملية،  يتطلب ذلك من المجموعات أن تكون مسؤولة عن التنظيم الداخلي والإشراف الداخلي، مع المهمة الأساسية لربط المجموعة بالنظام الأوسع الذي يقع صراحة على قائد المجموعة. لذلك، يصف هذا المبدأ إستراتيجية لإزالة التسلسلات الهرمية القيادية الأكثر تقليدية.

### القدرة على التكيف
تنص كارفاخال  على أن «المعدل الذي تطغى فيه حالة عدم اليقين على المنظمة يرتبط أكثر بهيكلها الداخلي أكثر من مقدار عدم اليقين البيئي». قدم سيتر في عام 1997 حلين للمنظمات التي واجهت، مثل الجيش، بيئة تزداد تعقيدًا (ومتزايدًا): «الخيار الأول هو استعادة التوافق مع التعقيد الخارجي عن طريق التعقيد الداخلي المتزايد. . . . وهذا يعني عادة إنشاء المزيد من وظائف الموظفين أو توسيع وظائفهم و / أو الاستثمار في نظم المعلومات الرأسية». غالبًا ما يتم الخلط بين أنظمة المعلومات الرأسية لأنظمة «إمكانات تمكين الشبكة» (NEC) ولكن يلزم إجراء تمييز مهم، وهو Sitter et al. اقتراح كخيارهم الثاني: «... تحاول المنظمة التعامل مع التعقيد الخارجي من خلال» الحد «من الرقابة الداخلية واحتياجات التنسيق. . . . قد يطلق على هذا الخيار إستراتيجية» المنظمات البسيطة والوظائف المعقدة" ". كل هذا يساهم في عدد من المزايا الفريدة. أولاً، قضية «التكرار البشري»  حيث «كانت للمجموعات من هذا النوع الحرية في تحديد أهدافها الخاصة، بحيث يمكن تعديل مستويات الطموح فيما يتعلق بالإنتاج مع عمر وقدرة الأفراد المعنيين».  يتحدث التكرار البشري عن مرونة الموارد في كل مكان وانتشارها داخل اللجنة الوطنية للانتخابات.
المسألة الثانية هي التعقيد. يكمن التعقيد في صميم العديد من السياقات التنظيمية (هناك العديد من النماذج التنظيمية التي تكافح للتعامل معها). كان من الممكن أن يكتب تريست وبامفورث (1951) عن هذه العبارة في المقطع التالي: «تمت مصادفة مجموعة كبيرة جدًا من الظروف البيئية غير المواتية والمتغيرة... كثيرًا من المستحيل التنبؤ بها. ومن المستحيل تغيير الآخرين، رغم كونهم متوقعين».
هناك حافز واضح للعديد من أنواع المنظمات من خلال «العصر الصناعي» الجذاب، والمبادئ العقلانية لـ «إنتاج المصانع»، ونهج معين للتعامل مع التعقيد: «في المصنع، يمكن ممارسة درجة عالية نسبيًا من السيطرة على المعقد والمتحرك» الرقم «من تسلسل الإنتاج، لأنه من الممكن الحفاظ على» الأرض "في حالة سلبية ثابتة نسبيا.  من ناحية أخرى، تواجه العديد من الأنشطة باستمرار إمكانية "نشاط غير مرغوب فيه في«الأرض» للعلاقة بين«الشكل والأرض» المشكلة المركزية، التي يبدو أنها في صميم العديد من المشاكل أن المنظمات «الكلاسيكية» مع التعقيد، هي أن «عدم استقرار«الأرض» يحد من قابلية تطبيق... الأساليب المشتقة من المصنع».
في المنظمات الكلاسيكية، غالبًا ما تتضخم المشكلات المتعلقة بـ «الشكل» المتحرك و «الأرض» المتحركة من خلال مساحة اجتماعية أكبر بكثير، حيث يوجد نطاق أكبر بكثير من الاعتماد المتبادل للمهام الهرمية.  لهذا السبب، يمكن اعتبار المجموعة شبه المستقلة وقدرتها على تقديم استجابة أكثر دقة للوضع «الأرضي» بأنها «رشيقة». يضاف إلى ذلك، أن المشاكل المحلية التي تنشأ لا تحتاج إلى الانتشار في جميع أنحاء النظام بأكمله (للتأثير على عبء العمل وجودة عمل العديد من الآخرين) لأنه تم استبدال منظمة معقدة تقوم بمهام بسيطة بمنظمة أبسط تقوم بمهام أكثر تعقيدًا. تسمح خفة الحركة والتنظيم الداخلي للمجموعة بحل المشاكل محليًا دون الانتشار من خلال مساحة اجتماعية أكبر، وبالتالي زيادة الإيقاع.

### مهام كاملة
تعريف آخر في النظرية الاجتماعية هو «المهمة كاملة». إن المهمة بأكملها «لها ميزة وضع المسؤولية عن ... المهمة مباشرة على أكتاف مجموعة واحدة صغيرة وجها لوجه والتي تمر بدورة العمليات بأكملها داخل بوصلة عضويتها.»  التجسيد الاجتماعي لهذا المبدأ هو مفهوم الحد الأدنى من المواصفات الحرجة. ينص هذا المبدأ على أنه «في حين أنه قد يكون من الضروري توخي الدقة في ما يجب القيام به، إلا أنه نادرًا ما يكون من الضروري توخي الدقة في كيفية القيام بذلك». لم يتضح هذا أكثر من المثال المضاد «للعمل من أجل الحكم» والانهيار الظاهري لأي نظام يخضع للانسحاب المتعمد للتكيف البشري مع المواقف والسياقات.
العامل الأساسي في تحديد المهام بشكل أقل أهمية هو الاستقلالية المسؤولة للمجموعة لتقرر، بناءً على الظروف المحلية، أفضل طريقة للقيام بالمهمة بطريقة مرنة للتكيف. هذا المبدأ متماثل مع أفكار مثل العمليات القائمة على التأثيرات (EBO). يسأل مكتب التخطيط الاستراتيجي السؤال عن الهدف الذي نريد تحقيقه، ما الهدف الذي نحتاج إلى الوصول إليه بدلاً من المهام التي يجب القيام بها، ومتى وكيف. يمكّن مفهوم EBO المديرين من «... التلاعب بالتأثيرات عالية المستوى وتفكيكها. يجب عليهم عندئذ تعيين تأثيرات أقل كأهداف لتحقيق المرؤوسين. والهدف هو أن تصرفات المرؤوسين ستحقق بشكل إجمالي التأثيرات المرجوة». بمعنى آخر، يتحول التركيز من كونه كاتب سيناريو للمهام إلى مصمم السلوكيات بدلاً من ذلك. في بعض الحالات، يمكن أن يجعل ذلك مهمة المدير أقل صعوبة.

### مغزى المهام
العمليات القائمة على التأثيرات ومفهوم «المهمة بأكملها»، مقترنة بالقدرة على التكيف والاستقلالية المسؤولة، لها مزايا إضافية لأولئك الذين يعملون في المنظمة. وذلك لأن «لكل مشارك المهمة أهمية قصوى وإغلاق ديناميكي»  بالإضافة إلى مطلب نشر العديد من المهارات والحصول على الاستقلالية المسؤولة لتحديد وقت وكيفية القيام بذلك. وهذا يشير بوضوح إلى استرخاء عدد لا يحصى من آليات التحكم الموجودة في المنظمات المصممة بشكل كلاسيكي.
إن الاعتماد المتبادل الأكبر (من خلال العمليات المنتشرة مثل العولمة) يجلب معه أيضًا قضية الحجم، حيث «يتجاوز حجم المهمة حدود البنية المكانية الزمانية البسيطة. وهذا يعني الظروف التي يمكن للمهتمين في ظلها إكمال عمل في مكان واحد في وقت واحد، أي حالة المجموعة وجهاً لوجه، أو المجموعة الفردية». وبعبارة أخرى، في المنظمات الكلاسيكية، غالبًا ما تتضاءل «شمولية» المهمة من خلال تكامل المجموعات المتعددة والتفكك الزماني المكاني. يوفر الشكل القائم على المجموعة لتصميم التنظيم الذي اقترحته النظرية الاجتماعية والتقنية جنبًا إلى جنب مع الإمكانيات التكنولوجية الجديدة (مثل الإنترنت) استجابة لهذه المشكلة المنسية غالبًا، والتي تساهم بشكل كبير في التحسين المشترك.

## المواضيع

### النظام الاجتماعي التكنولوجي
النظام الاجتماعي التقني هو المصطلح الذي يُعطى عادة لأي مثيل للعناصر الاجتماعية والتقنية المنخرطة في السلوك الموجه نحو الهدف. الأنظمة الاجتماعية التقنية هي تعبير خاص عن النظرية الاجتماعية التقنية، على الرغم من أنها ليست بالضرورة واحدة ونفس الشيء. نظرية النظم الاجتماعية التقنية هي مزيج من النظرية الاجتماعية والتقنية المثلى وما إلى ذلك ونظرية النظم العامة. يدرك مصطلح النظام الاجتماعي التقني أن المنظمات لها حدود وأن المعاملات تحدث داخل النظام (وأنظمته الفرعية) وبين السياق الأوسع وديناميكيات البيئة. إنها امتداد للنظرية الاجتماعية التي توفر لغة وصفية ومفاهيمية أكثر ثراءً لوصف المنظمات وتحليلها وتصميمها. وبالتالي، غالبًا ما يصف النظام الاجتماعي التقني «الشيء» (مزيج مترابط وقائم على النظم من الناس والتكنولوجيا وبيئتهم).

### الاستدامة
لا تكفي التحسينات الإضافية المستقلة لمعالجة التحديات الحالية، ناهيك عن تحديات الاستدامة المستقبلية. ستتطلب هذه التحديات تغييرات عميقة في النظم الاجتماعية التقنية. نظريات حول أنظمة الابتكار. الابتكارات المستدامة؛ التفكير وتصميم النظام؛ وقد حاولت انتقالات الاستدامة، من بين أمور أخرى، وصف التغييرات المحتملة القادرة على تحويل التنمية نحو اتجاهات أكثر استدامة.

### فرق عمل مستقلة
تُعرف فرق العمل المستقلة أيضًا باسم فرق الإدارة الذاتية، وهي بديل عن طرق خط التجميع التقليدية. بدلاً من وجود عدد كبير من الموظفين يقوم كل منهم بعملية صغيرة لتجميع منتج، يتم تنظيم الموظفين في فرق صغيرة، كل منها مسؤول عن تجميع منتج كامل. هذه الفرق ذاتية الإدارة ومستقلة عن بعضها البعض.

### الاثراء الوظيفي
إثراء الوظائف في التطوير التنظيمي، وإدارة الموارد البشرية، والسلوك التنظيمي، هو عملية منح الموظف نطاقًا أوسع وأعلى من المسؤولية مع زيادة سلطة اتخاذ القرار. هذا هو عكس توسيع الوظائف، والتي ببساطة لن تنطوي على سلطة أكبر. بدلاً من ذلك، سيكون لديها عدد متزايد من الواجبات.

### توسيع فرص العمل
توسيع الوظيفة يعني زيادة نطاق الوظيفة من خلال توسيع نطاق واجباتها ومسؤولياتها الوظيفية. وهذا يتناقض مع مبادئ التخصص وتقسيم العمل حيث يتم تقسيم العمل إلى وحدات صغيرة، يتم تنفيذ كل منها بشكل متكرر من قبل عامل فردي. تشير بعض النظريات التحفيزية إلى أن الملل والغرب الناجم عن تقسيم العمل يمكن أن يتسبب في الواقع في انخفاض الكفاءة.

### التناوب الوظيفي
التناوب الوظيفي هو نهج لتطوير الإدارة، حيث يتم نقل الفرد من خلال جدول من المهام المصممة لمنحه نطاقًا واسعًا من التعرض للعملية بأكملها. يمارس التناوب الوظيفي أيضًا للسماح للموظفين المؤهلين لاكتساب المزيد من الأفكار حول عمليات الشركة وزيادة الرضا الوظيفي من خلال الاختلاف الوظيفي. يمكن أن يعني مصطلح تناوب الوظيفة أيضًا التبادل المجدول للأشخاص في المكاتب، خاصة في المناصب العامة، قبل انتهاء فترة شغل الوظيفة أو الفترة التشريعية. وقد مارس هذا الأمر حزب الخضر الألماني لبعض الوقت ولكن تم إيقافه

### التحفيز
يشير الدافع في علم النفس إلى بدء السلوك وتوجيهه ووقوته واستمراره. الدافع هو حالة زمنية وديناميكية لا يجب الخلط بينها وبين الشخصية أو العاطفة. الدافع هو الرغبة والرغبة في فعل شيء ما. يمكن للشخص المتحمس الوصول إلى هدف طويل المدى مثل أن يصبح كاتبًا محترفًا أو هدفًا قصير المدى مثل تعلم كيفية تهجئة كلمة معينة. تشير الشخصية دائمًا إلى خصائص دائمة أكثر أو أقل لحالة الفرد (على سبيل المثال، خجول، منفتح، ضميري). على عكس الدافع، تشير العاطفة إلى الحالات الزمنية التي لا ترتبط مباشرة بالسلوك (مثل الغضب والحزن والسعادة).

### تحسين العملية
تحسين العملية في التطوير التنظيمي هي سلسلة من الإجراءات المتخذة لتحديد وتحليل وتحسين العمليات الحالية داخل المنظمة لتحقيق الأهداف والغايات الجديدة. غالبًا ما تتبع هذه الإجراءات منهجية أو استراتيجية محددة لتحقيق نتائج ناجحة.

### تحليل المهمة
تحليل المهام هو تحليل كيفية إنجاز المهمة، بما في ذلك وصف تفصيلي للأنشطة اليدوية والعقلية، ومدد المهام والعناصر، وتكرار المهمة، وتخصيص المهام، وتعقيد المهام، والظروف البيئية، والملابس والمعدات اللازمة، وأي عوامل فريدة أخرى متورط أو مطلوب لشخص أو أكثر لأداء مهمة معينة. يمكن بعد ذلك استخدام هذه المعلومات لأغراض عديدة، مثل اختيار الموظفين وتدريبهم، تصميم الأدوات أو المعدات، تصميم الإجراءات (على سبيل المثال، تصميم قوائم المراجعة أو أنظمة دعم القرار) والأتمتة.

### تصميم الوظائف
تصميم الوظائف أو تصميم العمل في التطوير التنظيمي هو تطبيق مبادئ وتقنيات النظم الاجتماعية التقنية على إضفاء الطابع الإنساني على العمل، على سبيل المثال ، من خلال إثراء الوظائف . تهدف أهداف تصميم العمل إلى تحسين الرضا الوظيفي ، وتحسين الجودة ، وتخفيض مشاكل الموظفين ، على سبيل المثال ، التظلمات والتغيب.

### المداولات
المداولات هي وحدات رئيسية للتحليل في العمل المعرفي غير الخطي. إنها «نقاط الاختيار» التي تحرك العمل المعرفي إلى الأمام. كما أنشأها وحددها كال بافا (1983) في تطوير الجيل الثاني من نظرية STS ، فإن المداولات هي أنماط للتبادل والتواصل للحد من غموض قضية إشكالية ؛ على سبيل المثال ، لأعمال هندسة النظم ، ما هي الميزات التي يجب تطويرها في البرامج الجديدة. المداولات ليست قرارات منفصلة - إنها سياق أكثر استمرارية للقرارات. لديهم 3 جوانب: المواضيع والمنتديات والمشاركين.

## روابط خارجية
- Günter Ropohl, Philosophy of socio-technical systems, in: Society for Philosophy and Technology, Spring 1999, Volume 4, Number 3, 1999.
- JP Vos, The making of strategic realities : an application of the social systems theory of Niklas Luhmann, Technical University of Eindhoven, Department of Technology Management, 2002.
- STS Roundtable, an international not-for-profit association of professional and scholarly practitioners of Sociotechnical Systems Theory
- IEEE 1st Workshop on Socio-Technical Aspects of Mashups
- https://web.archive.org/web/20161225075724/http://istheory.byu.edu/wiki/Socio-technical_theory
- http://proceedings.informingscience.org/InSITE2007/IISITv4p001-014Cart339.pdf
- http://www.moderntimesworkplace.com/archives/archives.html, Archived Vol I, II, & III of The Tavistock Anthology